# 1809 у літературі

## Твори
- Почалася публікація «Укійо-буро» (Веселих розповідей про сучасні лазні) Сікітея Самби.

## Народились
- 19 січня — Едгар Аллан По, американський поет і письменник (помер у 1849).
- 1 квітня — Гоголь Микола Васильович, російський письменник (помер у 1852).
- 4 вересня — Юліуш Словацький, польський поет (помер у 1849).
- 15 жовтня — Кольцов Олексій Васильович, російський поет (помер в 1842).